# Kenneth Oppel
Pour les articles homonymes, voir Oppel.
Œuvres principales
- Silverwing

Kenneth Oppel, né le 31 août 1967 à Port Alberni en Colombie-Britannique, est un écrivain canadien contemporain. Ses romans sont pour la plupart des ouvrages de littérature jeunesse.

## Biographie
Kenneth Oppel est né le 31 août 1967 à Port Alberni, en Colombie-Britannique au Canada. Il commença dès son jeune âge à écrire des livres destinés aux enfants. Il a écrit une vingtaine de romans. Il est, on le remarque dans ses livres, passionné de fantasy et de science-fiction. Les chauves-souris, animaux qui le fascinent, lui ont inspiré un monde nocturne envoûtant qu'il décrit dans une saga. Les tomes de cette série sont intitulés Silverwing, Sunwing et Firewing. Un nouveau tome, intitulé Darkwing, est sorti en 2007, mais il ne reprend pas l'histoire des trois autres. Kenneth Oppel vit toujours au Canada, à Toronto avec sa femme et ses enfants.
En 2016 et 2018, il est l'écrivain sélectionné pour représenter son pays, le Canada, pour le Prix Hans-Christian-Andersen, dans la catégorie Auteur, prix international danois.

## Œuvres

### SérieL'Apprentissage de Victor Frankenstein
1. Un sombre projet, Québec Amérique, 2012 ((en) This Dark Endeavor, 2011)
2. Un vil dessein, Québec Amérique, 2013 ((en) Such Wicked Intent, 2012)

### SérieSilverwing
1. Silverwing, Bayard, 2002 ((en) Silverwing, 1997)
2. Sunwing, Bayard, 2002 ((en) Sunwing, 1999)
3. Firewing, Bayard, 2003 ((en) Firewing, 2002)
4. Darkwing, Bayard, 2007 ((en) Darkwing, 2007)

### SérieStarclimber
1. Fils du ciel, Bayard, 2004 ((en) Airborn, 2004)
2. Brise-ciel, Bayard, 2006 ((en) Skybreaker, 2005)
3. Au-delà du ciel, Bayard, 2011 ((en) Starclimber, 2008)

### Romans indépendants
- La Cité de l'eau morte, Bayard, 2007 ((en) Dead Water Zone, 1992)
- Demi-frère, Québec Amérique, 2012 ((en) Half Brother, 2010)
- Le Prodigieux, Québec Amérique, 2015 ((en) The Boundless, 2015)
- (en) Ghostlight, 2022

## Prix et distinctions
- Prix du Gouverneur général en 2004 pour Fils du ciel
- (international) « Honour List » 2006[2] de l' IBBY pour Fils du ciel
- Sélection Canada du Prix Hans-Christian-Andersen, dans la catégorie Auteur[1], en 2016 et 2018.